# Émile Nelligan
Émile Nelligan (n. 24 decembrie 1879, Montreal, Canada - d. 18 noiembrie 1941, Montreal, Canada), a fost un poet din Québec, Canada. Discipol al simbolismului, a fost puternic influențat de scriitori francofoni precum Octave Crémazie, Louis Fréchette, Charles Baudelaire, Paul Verlaine, Arthur Rimbaud, Georges Rodenbach, Maurice Rollinat și Edgar Allan Poe. Printre temele abordate în poemele sale se numără copilăria, nebunia, muzica, dragostea și moartea. În prezent, Émile Nelligan este considerat unul dintre cei mai mari poeți din Québec și unul dintre cei mai importanți poeți simboliști.

## Biografie
Nelligan se naște pe 24 decembrie 1879 la Montréal, la adresa: 602, rue de La Gauchetière. Este primul fiu al lui David Nelligan, un irlandez sosit în Québec în jurul vârstei de 20 de ani și al quebécoasei Émilie Amanda Hudon, originară din Rimouski. A avut două surori, Béatrice Éva și Gertrude. 

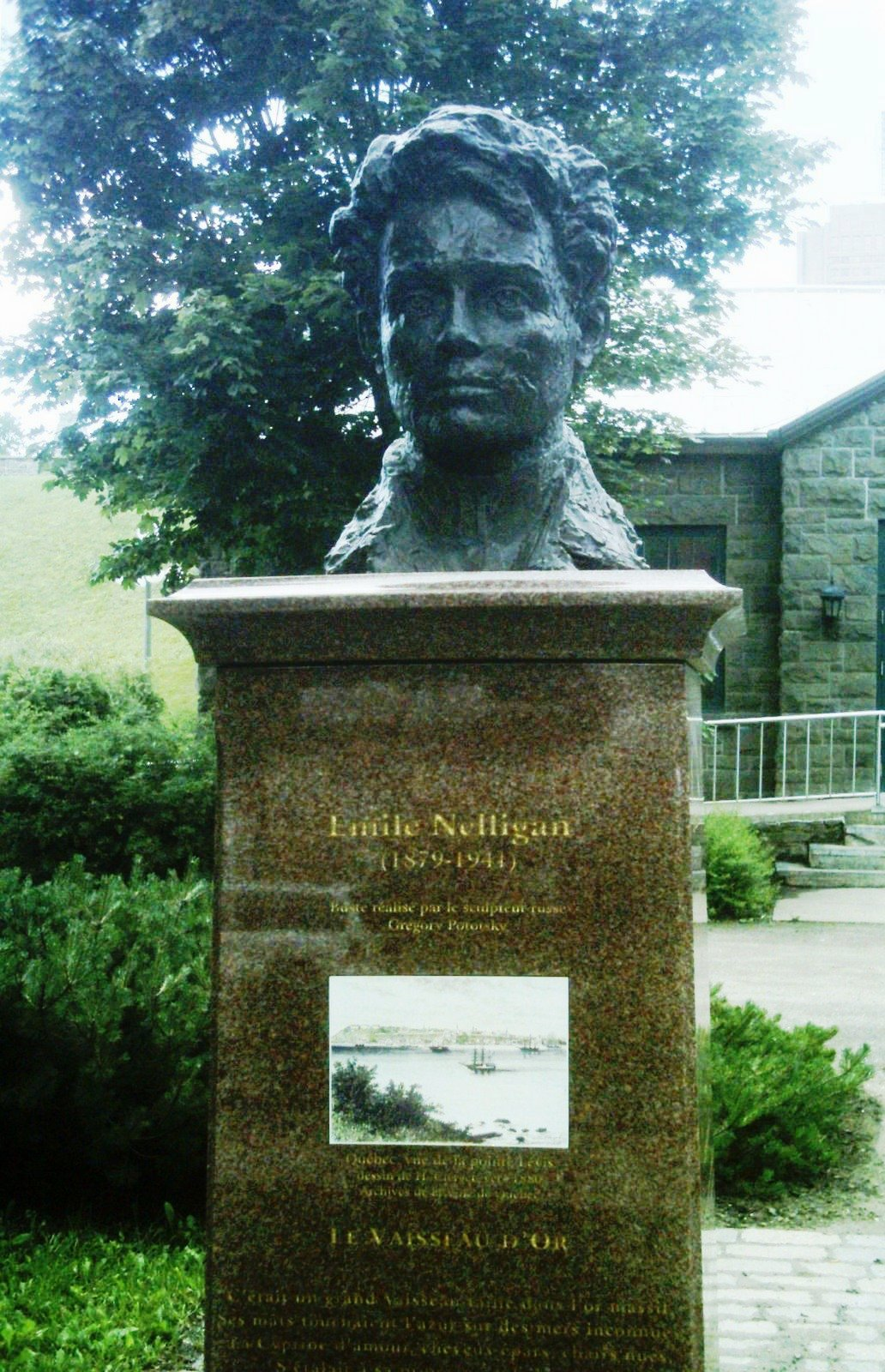
Émile Nelligan, monument în Québec

Și-a petrecut copilăria între casa din Montréal și rezidența de vară a familiei Nelligan de la Cacouna. Lipsea frecvent de la școală și mama sa se ocupa de educația sa. Trăiește practic întreaga viață la Montréal, împreună cu familia.
În septembrie 1893, Nelligan începe cursurile clasice la Colegiul din Montréal, dar eșuează la examenele de latină și este obligat să le repete anul următor. Eșuează de asemenea și la sintaxă.  După încă un an când tatăl său, inspector de posturi, se ocupă personal de educația sa, Nelligan reia studiile clasice în primăvara lui 1896, de data aceasta la colegiul Sainte-Marie de Montréal. 
Se dovedește a fi un talent precoce, precum Arthur Rimbaud, și își trimite poemele la ziarul Le Samedi din Montréal, care publică primul său poem, Rêve fantasque, la 13 iunie 1896. În acel momentul tânărul poet de numai 16 ani folosea pseudonimul Émile Kovak.
În 1896, leagă o strânsă prietenie cu poetul Arthur de Bussières, student la Școala de literatură din Montréal, recent fondată, și decide să-și dedice întreaga viață poeziei. 
În februarie 1897, devine membru al aceleiași școli pe care însă o abandonează repede la data de 27 martie. Continuă să publice episodic.
In 1899, Nelligan suferă o cădere nervoasă din care nu își va mai reveni niciodată. Nu mai are șansa să-și termine primul volum de poeme intitulat Le Récital des Anges, după ultimele sale note.
La cererea părinților săi, Nelligan este internat la 9 august 1899 la azilul Saint-Benoît din Montréal. În 1925, este transferat la azilul Saint-Jean-de-Dieu unde trăiește până la survenirea decesului în 18 noiembrie 1941. Este îngropat la cimitirul Notre-Dame-des-Neiges în Montreal, Quebec.

### Opera
- Louis Dantin. Émile Nelligan et son œuvre, Montréal, Beauchemin, 1903
- Luc Lacourcière. Poésies complètes : 1896-1899, Montréal & Paris, Fides, 1952
- Eloi de Grandmont. Poèmes choisis, Montréal, Fides, 1966
- Roger Chamberland. Poèmes choisis, Montréal, Fides, 1980
- 31 Poèmes autographes : 2 carnets d'hôpital, 1938, Trois-Rivières, Forges, 1982
- Claude Beausoleil. Le Récital des anges : 50 poèmes d'Émile Nelligan, Trois-Rivières, Forges, 1991
- Paul Wyczynski. Poèmes autographes, Montréal, Fides, 1991
- Jocelyne Felx. Poèmes choisis : le récital de l'ange, Saint-Hippolyte, Noroît, 1997
- Poésies complètes, La Table Ronde, Paris, 1998
- Poésies complètes, Éditions Typo, Montréal, 1998